# モーリシャスの言語
| モーリシャスの家庭言語（2011年推定） | モーリシャスの家庭言語（2011年推定） | モーリシャスの家庭言語（2011年推定） | モーリシャスの家庭言語（2011年推定） | モーリシャスの家庭言語（2011年推定） |
| ------------------------------------ | ------------------------------------ | ------------------------------------ | ------------------------------------ | ------------------------------------ |
| 言語                                 |                                      |                                      | 割合                                 |                                      |
| モーリシャス・クレオール語           | モーリシャス・クレオール語           |                                      | 86.5%                                | 86.5%                                |
| ボージュプリー語                     | ボージュプリー語                     |                                      | 5.3%                                 | 5.3%                                 |
| フランス語                           | フランス語                           |                                      | 4.1%                                 | 4.1%                                 |
| 二言語                               | 二言語                               |                                      | 1.4%                                 | 1.4%                                 |
| その他（英語、中国語等）             | その他（英語、中国語等）             |                                      | 2.6%                                 | 2.6%                                 |

モーリシャスの憲法では公用語を定めていない。言語に関する規定は、「議会の公用語 (official language of the Assembly) は英語でなければならないが、議員はフランス語で議長に呼びかけることができる」とする憲法第49条だけであり、このことからモーリシャスの国民議会においては、英語およびフランス語が議会内公用語であることを示唆している。一方、国内で話されている言語としては、フランス語系クレオール言語のモーリシャス・クレオール語が大多数を占める。英語は公立学校における主要な教授言語であるが、フランス語も教授に用いられる共通語であり、教材についてはフランス語で書かれたものが優勢である。フランコフォニー国際機関によると、2005年にはモーリシャス人の72.7％がフランス語話者であった。モーリシャスのように、英語とフランス語が共通語である国としては、ブルンジ・カナダ・カメルーン・ルワンダ・セーシェル・バヌアツがある。 

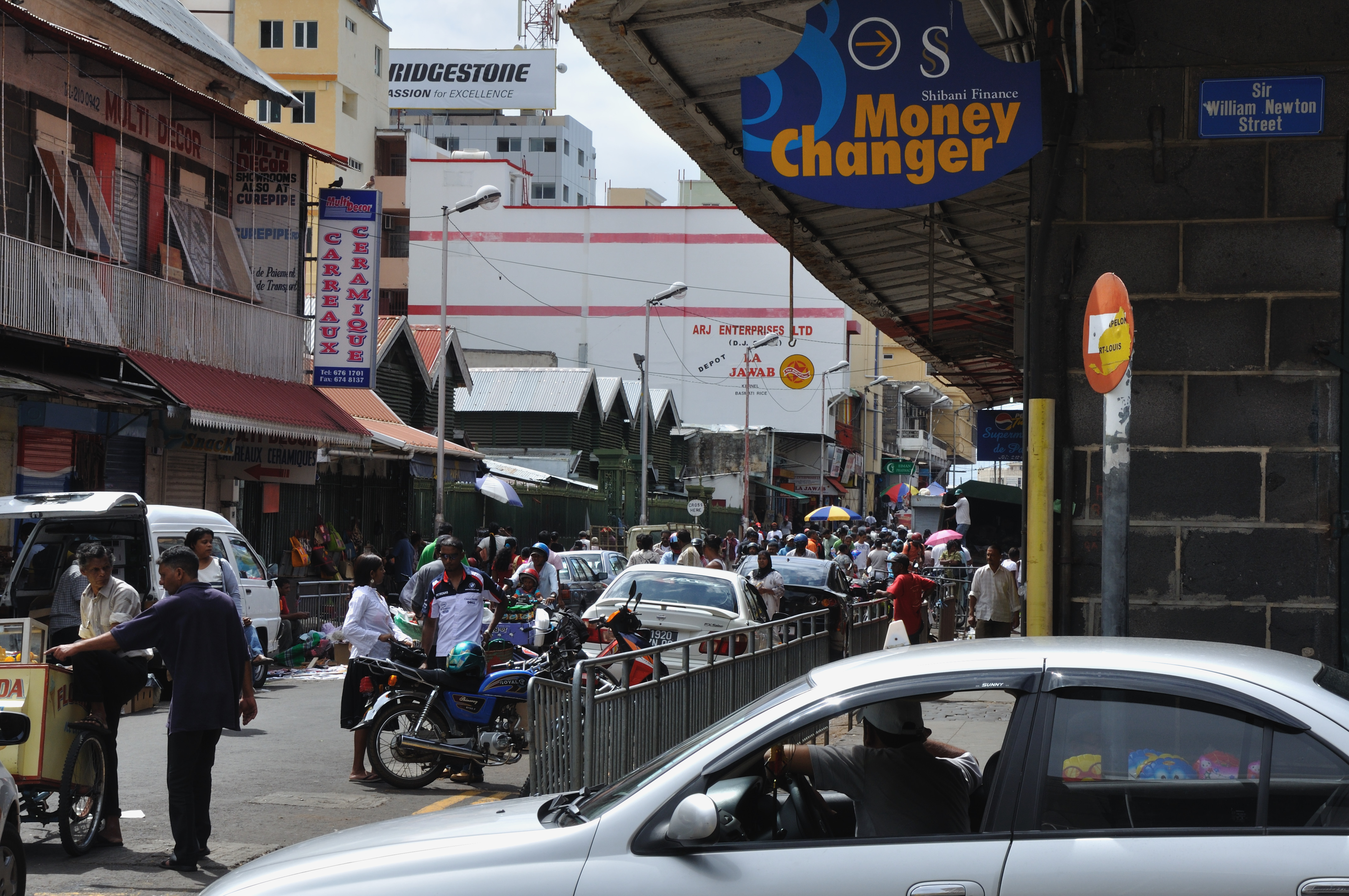
フランス語と英語はモーリシャス国内の看板で使われる一般的な言語である。

英語圏でもあり、フランス語圏でもあるモーリシャスは、イギリス連邦とフランコフォニー国際機関の両方に所属している。 
国民の9割（推定）が話すモーリシャス・クレオール語は、モーリシャスの母国語と見なされており、非公式の場で最も頻繁に使用されている。モーリシャス・クレオール語は、アフリカの諸語を理解できない奴隷所有者とアフリカからやってきた奴隷とが、あるいは奴隷同士でピジン言語を使ってコミュニケーションを取っていく中で18世紀中に発展していった。その後、ピジン語は普通に用いられる口語となった。モーリシャス・クレオール語は、フランス語の発音・語彙と密接な関係がある、フランス語系クレオール言語である。 
モーリシャス国内のろう者らの間で使用されている手話は、モーリシャス手話である。 
英語とフランス語は、事実上のモーリシャスの公用語として、また行政や裁判所の作業言語として一般に受け入れられている。リングワ・フランカ（共通語）は、クレオール語である。 
モーリシャスで話されている他の言語として、主にヒンディー語や中国語、インド語群のボージュプリー語・タミル語・マラーティー語・テルグ語・ウルドゥー語などがある。モーリシャス人のほとんどは、トリリンガル（三言語話者）・クアドリンガル（四言語話者）とまではいかずとも、バイリンガル（二言語話者）である。 